# ごとうゆりか
ごとう ゆりか（gotoyurica、1988年1月12日 - ）は、日本のイラストレーター、アートディレクター、作家、画家、ファッションデザイナー。

## 来歴 ・ 人物
- 静岡県静岡市出身
- 静岡雙葉高等学校卒業
- 多摩美術大学グラフィック学科卒業。在学中より作家活動をし代官山のセレクトショップにてごとうゆりかクリエーションブランドMIOMUSO作品を販売
- 大学三年生よりデザイン事務所株式会社れもんらいふにてインターンとして千原徹也に師事。
- 卒業後、株式会社れもんらいふに勤務
- 一年後、アートディレクターの野田凪が立ち上げた東京コレクションファッションブランドbortsprungt.のデザイナーの誘いを受け、株式会社れもんらいふを退社
- bortsprungt.デザイナーとしてアートディレクション、テキスタイルデザイン、ファッションデザイン、店舗空間デザイン制作等全体的な世界観を創り上げ、その傍株式会社れもんらいふイラストレーターとして事務所所属
- 株式会社れもんらいふではイラストレーターに加えスタイリストとしても活動
- 後、独立
- ごとうゆりかクリエーションブランド僕のアンニュイを設立
- 現在、イラストレーター、アートディレクター、画家、ファッションデザイナーの肩書きで幅広く活動している

## 展示
- 2009年「グループ展“Artists X'mas”」銀座Pepper's Gallery
- 2009年「グループ展“Artists X'mas”」原宿bio ojiyan cafe
- 2009年「グループ展“Artists X'mas”」代官山ANDAMAN
- 2009年「ごとうゆりか壁画展」豪徳寺tokyo omo style
- 2010年「ごとうゆりかイラストレーション展"miomuso"」下北沢 gallery HANA
- 2013年「ごとうゆりかクリエーションブランドMIOMUSO展示会“AVEC TOI”」青山galerie doux dimanche
- 2013年「bortsprungt.AW展示会“STAR SING”」
- 2013年「bortsprungt.AW2nd展示会“STAR SING”」
- 2014年「bortsprungt.SS展示会“orchestra”」
- 2014年「bortsprungt.SS2nd展示会“orchestra”」
- 2014年「bortsprungt.AW展示会“borts horror show”」
- 2014年「HALLOWEEN Cafe 相沢梨紗×ごとうゆりか乙女病」横浜サイドステージ
- 2014年「bortsprungt.AW2nd展示会“borts horror show”」
- 2015年「Here is ZINE Tokyo 11」TOKYO CULTUART by BEAMS

参加作家
伊藤桂司（UFG）｜Woog｜エドツワキ｜大沢伸一｜大島慶一郎｜加藤崇亮（Enlightenment）｜川口育｜河下智美｜河野未彩｜Chris Lee + Yang Tan｜ごとうゆりか（れもんらいふ）｜坂巻善徳 a.k.a. sense｜志磨遼平（the dresscodes）｜Jules Julien｜鈴木一成｜鈴木陽介｜高藤達也（kazepro）｜高松徳男｜田島一成（mild）｜タケダトシオ（mild）タナカノブコ（SARUME）｜だるま商店｜千原徹也（れもんらいふ）｜Timothy Saccenti × Sam Rolfes｜ドキドキクラブ｜長友善行｜半沢健｜東泉一郎｜ヒロ杉山（Enlightenment）｜増田セバスチャン｜松井正憲（Enlightenment）｜間仲宇｜峯山裕太郎（Enlightenment）｜山崎由紀子｜吉岡里奈｜吉本彩子｜YOSHIROTTEN｜RYAN CHAN｜Larry Peh（& Larry）+  Ivanho Harlim｜LESLIE KEE
- 2016年「ごとうゆりか個展“夢遊っ子の夢。”」新宿眼科画廊
- 2016年「でんでんハロウィンナイトDying○○○展」

でんぱ組.inc相沢梨紗キュレーション展 
参加作家
四方あゆみ｜キム・ソンヘ｜甘木歯四｜原田ちあき｜ごとうゆりか
- 2016年「ごとうゆりか個展“埋φ葬ノレ。”」銀座ヴァニラ画廊
- 2017年「白い猫▽黒い犬▲背中の化けもの」新宿眼科画廊 参加作家 増田ぴろよ｜小南泰葉
- 2018年「ごとうゆりか個展“Anencephaly”」銀座ヴァニラ画廊

## 作品
連載
- 雑誌アトリエサードTH
- 雑誌CUTiE「ごとうゆりか偏愛主義」2014年-2015年

イラスト提供
- 髙島屋オータムフェスティバル
- 髙島屋アクセサリー・ハンドバッグカタログ
- 美少女戦士セーラームーン展
- GUグラフィックTシャツ231
- スターバックスバナナクリームフラペチーノイベント
- LittleThingsランジェリーブランド
- HARUTA×Visシューズボックス・ポップ
- bortsprungt.ファッションブランド
- felissimoファッションブランド
- A MAN of Ultraファッションブランド
- れもんらいふしょっぷコラボ商品
- 装苑ファッション雑誌
- Zipperファッション雑誌
- Soup.ファッション雑誌
- TH No.68「聖なる幻想のエロス」アトリエサード
- newtide海外ファッション雑誌
- 走るひとスポーツ雑誌
- きゃりーぱみゅぱみゅ振袖イラスト
- 大森靖子メジャーデビュー ツアーLIVEグッズ
- Maison Book Girlメジャーデビュー LIVEグッズ
- 根本宗子舞台「ねもしゅーのおとぎ話ファンファーレサーカス」
- カズオ・イシグロ舞台「夜想曲集」
- いしいしんじ舞台「麦踏みクーツェ」
- 古関れん×2.5SPINNSコラボグッズデザイン
- 相沢梨紗ハロウィンイベント乙女病グッズデザイン
- スピリチュアル女子大生CHIEスピ☆フェス
- スピリチュアル女子大生CHIEクリスマスイベント
- ふなっしーコラボ
- Disneyコラボ
- ふぇのたすMV
- 小南泰葉LIVEグッズ
- 挫・人間LIVEグッズ
- グーグーだって猫であるサントラCD
- Caetlaオリジナル傘
- Mr.タスク映画webサイト
- 室生犀星蜜のあわれ映画パンフレット・グッズ
- YENA☆ご当地アイドルCD・MV・衣装

スタイリング
- adidas originals tokyoイベント
- 吉澤嘉代子MV「泣き虫ジュゴン」
- 吉澤嘉代子MV「ケケケ」
- ふぇのたすMV「今夜がおわらない」
- YENA☆MV「CharmingCharming」
- YENA☆MV「スターライト」

著書
- 絵本「Re:Born」（自主出版、2016年11月）

## その他
インタビュー掲載
- 2016年8月「夢遊っ子の夢。」座談会【前編】
- 2016年8月「夢遊っ子の夢。」座談会【後編】
- 2016年9月「夢遊っ子の夢。」ごとうゆりか × 千原徹也 ×ヤマモトショウ
- 2016年9月「夢遊っ子の夢。」ごとうゆりか × 小南泰葉 × 根本宗子
- 2016年9月「夢遊っ子の夢。舞台“私はわたしに生きる魔法をかけたい。”トークショー１日目」ごとうゆりか × 小南泰葉 × 根本宗子
- 2016年9月「夢遊っ子の夢。舞台“私はわたしに生きる魔法をかけたい。”トークショー2日目」ごとうゆりか × 有馬和樹（おとぎ話） × 根本宗子
- 2016年9月「夢遊っ子の夢。舞台“私はわたしに生きる魔法をかけたい。”トークショー2日目」ごとうゆりか × 長井短 × 根本宗子

メディア
日本テレビ「夢眠ねむと根本宗子のねむねも」(2015年12月8日)ゲスト出演
podcast「ホナガと千原のヤギさんラジオ」(2015年3月30日)ゲスト出演
トークショー
- 2014年10月31日 HALLOWEEN Cafe相沢梨紗×ごとうゆりか「乙女病」トークショー
- 2016年8月 新宿眼科画廊　千原徹也 ×ヤマモトショウ×ごとうゆりか
- 2016年8月 新宿眼科画廊　小南泰葉 × 根本宗子×ごとうゆりか
- 2016年8月 新宿眼科画廊　有馬和樹（おとぎ話） × 根本宗子  ×ごとうゆりか
- 2016年8月 新宿眼科画廊　長井短 × 根本宗子×ごとうゆりか